# Hòa Bình, Kim Thành
Hòa Bình là một xã thuộc huyện Kim Thành, tỉnh Hải Dương, Việt Nam.

## Địa lý
Xã Hòa Bình có diện tích 11,79 km², dân số năm 2022 là 12.840 người, mật độ dân số đạt 1.089 người/km².

## Lịch sử
Ngày 24 tháng 10 năm 2024, Ủy ban Thường vụ Quốc hội ban hành Nghị quyết số 1250/NQ-UBTVQH15 về việc sắp xếp đơn vị hành chính cấp xã của tỉnh Hải Dương giai đoạn 2023 – 2025 (nghị quyết có hiệu lực từ ngày 1 tháng 12 năm 2024). Theo đó, thành lập xã Hòa Bình thuộc huyện Kim Thành trên cơ sở toàn bộ 4,36 km² diện tích tự nhiên, quy mô dân số là 5.264 người của xã Bình Dân và toàn bộ 7,43 km² diện tích tự nhiên, quy mô dân số là 7.576 người của xã Liên Hòa.
Xã Hòa Bình có 11,79 km² diện tích tự nhiên và quy mô dân số là 12.840 người.